# Silk Husbands and Calico Wives
Silk Husbands and Calico Wives er en amerikansk stumfilm fra 1920 af Alfred E. Green.

## Medvirkende
- House Peters som Deane Kendall
- Mary Alden som Edith Beecher Kendall
- Mildred Reardon som Marcia Lawson
- Edward Kimball som Jerome Appleby
- Sam Sothern som Alec Beecher
- Eva Novak som Georgia Wilson
- Vincent Serrano som Charles Madison
- Rosita Marstini som Mrs. Westervelt